# Airischwand
Airischwand ist ein Gemeindeteil des Marktes Nandlstadt im Landkreis Freising in Oberbayern. Das Kirchdorf liegt inmitten der Hallertau, etwa 22 Kilometer nordöstlich der Kreisstadt Freising. In dem Dorf leben 42 Einwohner (Stand: 30. Juni 2023). Bis zum 1. Mai 1978 war Airischwand eine Gemeinde.

## Geschichte
Airischwand wurde erstmals im Jahr 775 unter dem Namen Archinswenti urkundlich erwähnt.
Der Ort war bis zum Beginn des 19. Jahrhunderts Sitz einer Obmannschaft im Landgericht Moosburg an der Isar. Zu ihr gehörten neben dem Hauptort auch das Dorf Hausmehring, die Weiler Ried (Bauernried), Griendling (Großgründling), Ammersberg und Bergen (Faistenberg) sowie die Einöden Rehloh, Gütersberg und Ziegl.
Im Zuge der Gemeindebildung nach dem Zweiten Gemeindeedikt wurde Ziegl 1818 zum Markt Nandlstadt, in dessen Burgfrieden es lag, eingemeindet. Dafür wurden die einschichtigen Güter Goglhof, Haider, Kainrad, Stadlhof und Zulehen nach Airischwand eingegliedert, im Jahr 1822 auch der Weiler Haslreuth aus der Gemeinde Reichersdorf.
Mit der Gemeindegebietsreform wurde die Gemeinde Airischwand am 1. Mai 1978 aufgelöst. Die Gemeindeteile Airischwand, Bauernried, Faistenberg, Großgründlach, Hausmehring, Kainrad, Rehloh und Zulehen wurden nach Nandlstadt umgegliedert, die Gemeindeteile Ammersberg, Goglhof, Gütersberg, Haider, Haslreuth, Holzhaus und Stadlhof wurden in die Gemeinde Hörgertshausen eingegliedert.

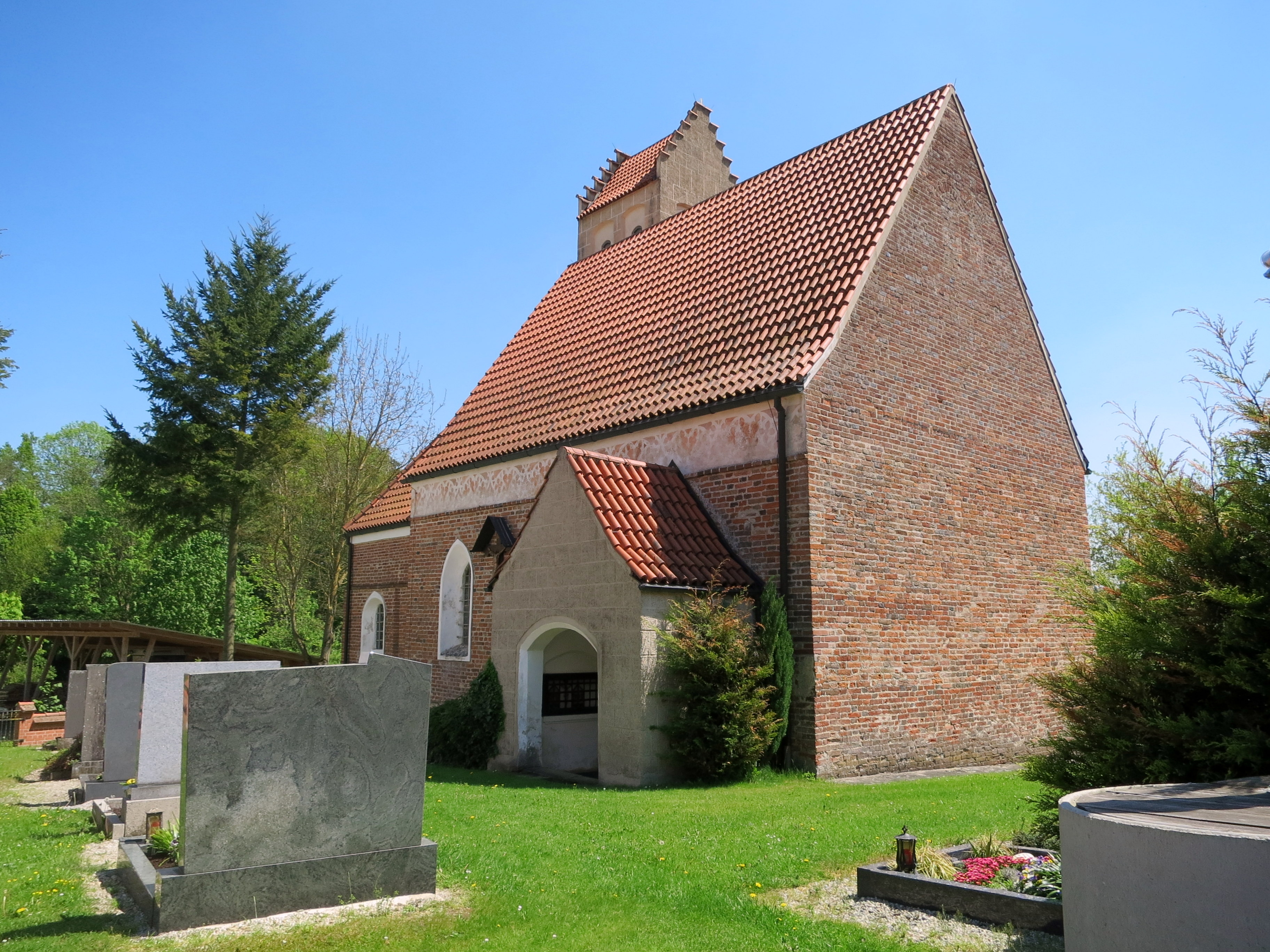
St. Silvester

## Kultur und Sehenswürdigkeiten
Das Ortsbild wird geprägt von der gegen Ende des 15. Jahrhunderts von Landshuter Baumeistern errichteten spätgotischen Backsteinkirche St. Silvester. Sie ist denkmalgeschützt.

### Regelmäßige Veranstaltungen
- An Mariä Himmelfahrt, am 15. August, findet im Huberhof ein Gottesdienst unter freiem Himmel statt.
- Jedes Jahr findet im Gasthaus Kürzinger zum Patrozinium am 31. Dezember eine Pferde- und Tiersegnung statt.